# Johann Heinrich Rahn
Johann Heinrich Rahn   (Tóss, 10 de març de 1622 - Zúric, 27 de maig de 1676) va ser un matemàtic suís, del segle xvii conegut pel seu llibre d'àlgebra.

## Vida
Rahn pertanyia a una prominent família de Zúric: el seu pare va ser conseller de la ciutat més de cinquanta anys i alcalde des de 1655 fins a la seva mort el 1669. El seu oncle, Johann Georg Werdmüller, que era l'enginyer en cap de les fortificacions de la ciutat, va ser probablement qui va interessar el jove Rahn per les matemàtiques.
Rahn també va exercir diferents càrrecs en l'administració pública: representant al Gran Consell de Zuric des de 1642 i al Petit Consell des de 1669, governador de Kyburg de 1658 a 1664 i de Küsnacht (1670), intendent (1672) i tresorer (1674) de l'arsenal.
En els anys cinquanta va ser deixeble del matemàtic britànic John Pell que va ser ambaixador del govern d'Oliver Cromwell a Suïssa entre 1654 i 1658.

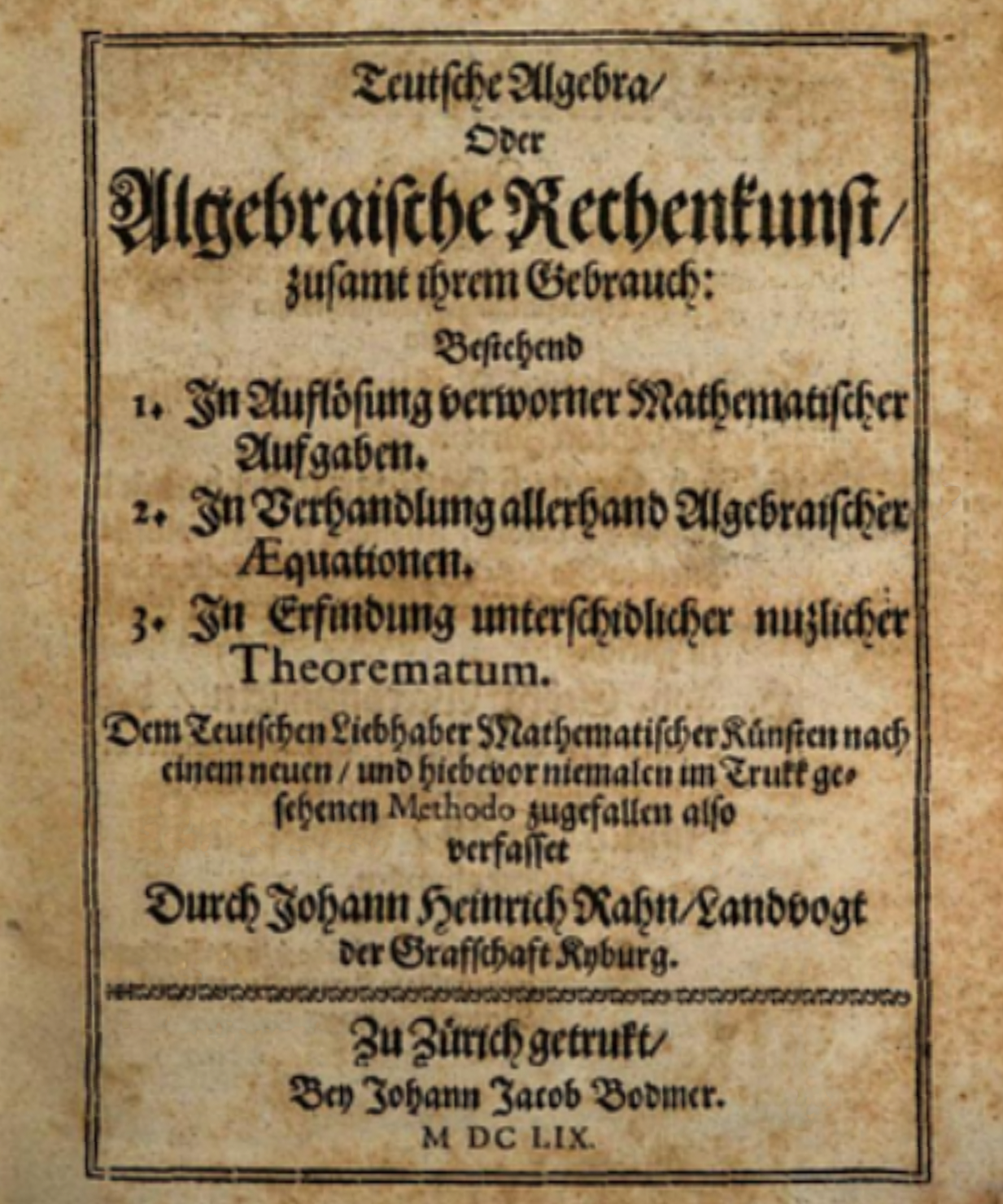
Primera plana de la Teutsche Algebra (1659).

## Obra
Malgrat les seves obligacions públiques, Rahn va escriure un llibre en alemany que el va fer famós: Teutsche Algebra, seguint molt les ensenyances de Pell. Quan Rahn va publicar el llibre (1659), Pell ja havia tornat a Londres, però un exemplar li va arribar i va ser traduït a l'anglès per Thomas Brancker amb el títol de An Introduction to Algebra (Londres, 1668), fent John Pell la supervisió final de l'edició britànica. Aquesta traducció va permetre que el llibre tingués una ampla difusió.
En aquest llibre, s'utilitza per primera vegada, en un document publicat, el símbol {\displaystyle \div } per expresar la divisió, a més d'utilitzar altres símbols com {\displaystyle \ast } per a la multiplicació, {\displaystyle \therefore } per aleshores o les majúscules per als nombres donats i les minúscules per a les incògnites, col·laborant així en l'establiment d'una notació estàndard en les matemàtiques.
També va escriure, tot i que no es van publicar, un tractat sobre equacions diofàntiques, del qual es conserva el manuscrit, i dos tractats d'òptica, dels quals només es coneixen els títols.